# Kallikreiner
Kallikreiner är enzymer som föreligger i två former, dels i en vävnadsform i, bland annat, bukspottkörteln, spottkörtlarna, njurarna och i mag-tarm-kanalen, dels i en plasmaform som cirkulerar fritt i blodet. Tillsammans med kininogener bildar plasmakallikreiner kininer. Om vävnadskallikreiner frisätts leder det till en lokal frisättning av kininer.